# Нотт, Лидия
Лидия Нотт (англ. Lydia Knott; 1 октября 1866, Tyner, Индиана — 30 марта 1955, Вудленд-Хиллз, Калифорния) — американская актриса немого кино.

## Биография
Лидия Нотт родилась в Индиане. За свою актёрскую карьеру с 1914 по 1937 год снялась в 91 фильме. Сын — режиссёр и сценарист Ламберт Хилльер (1893—1969). Умерла в Вудленд-Хиллз, одном из районов Лос-Анджелеса.

## Избранная фильмография
- 1932 — Если бы у меня был миллион  — эпизод (в титрах не указана)
- 1928 — Наши танцующие дочери — эпизод (в титрах не указана)
- 1927 — Царь царей — эпизод (в титрах не указана)
- 1923 — Парижанка — Мама Жана
- 1923 — Сент-Элмо — миссис Торнтон